# Der Unsichtbare nimmt Rache
Der Unsichtbare nimmt Rache (Originaltitel: The Invisible Man's Revenge) ist ein US-amerikanischer Horror-/Science-Fiction-Film des Regisseurs Ford Beebe aus dem Jahr 1944. Die Universal-Produktion basiert lose auf H. G. Wells’ Roman Der Unsichtbare und ist die vierte Fortsetzung des Films Der Unsichtbare (1933).

## Handlung
Robert Griffin kehrt nach einem mehrjährigen Aufenthalt in Afrika in der Überzeugung nach London zurück, dass seine damaligen Partner Irene und Jasper Herrick ihn um seinen Anteil an einer Diamantenmine in Mosambik betrogen hätten. Er besucht sie abends in deren Haus und stellt sie zur Rede. Als Griffin versucht, das gesamte Vermögen der Herricks einzufordern, und er ihnen gerichtliche Schritte androht, verweisen sie ihn des Hauses.
Später trifft Griffin zufällig auf Dr. Drury, einen exzentrischen Arzt. Drury zeigt Interesse an Griffin und bittet ihn, zum Abendessen zu bleiben. Dort sind Drurys Ergebnisse seiner Experimente mit der Unsichtbarkeit zu sehen, u. a. ein Schäferhund und ein Papagei, die er unsichtbar werden ließ. Trotz Drurys halbherziger Warnungen – Drury selbst ist durch seinen Forscherdrang getrieben –, dass das Unsichtbarkeitsserum noch nie an Menschen eingesetzt wurde, besteht Griffin – fasziniert aufgrund der neuen Möglichkeiten – darauf, das Serum injiziert zu bekommen. Als das Experiment glückt, verlässt Griffin sofort Drurys Haus, um erneut die Herricks aufzusuchen. Nun unsichtbar und mit Waffengewalt zwingt er Jasper Herrick, eine Erklärung zu unterschreiben, mit der er Griffin sein gesamtes Vermögen überschreibt.
Nachdem Griffin die Unsichtbarkeit einige Zeit genossen hat, so verhilft er mit „unlauteren“ Methoden einem Bekannten zum Sieg beim Dartspiel, sucht er Dr. Drury auf, damit dieser ihn wieder sichtbar macht. Drury meint, dies sei unmöglich, da dazu das Blut eines anderen Menschen notwendig wäre. Außerdem sei es ungewiss, ob und wie lange die Wirkung des fremden Blutes anhalten würde. Die beiden geraten in einen Streit, in dessen Verlauf Drury niedergeschlagen wird. Griffin führt nun eine Bluttransfusion durch, woran Drury schließlich stirbt.
Erneut bei den Herricks, bemerkt Griffin während des Essens mit Julie, der Tochter der Herricks, und dem Lokalreporter Mark Foster, dass er allmählich wieder unsichtbar wird. Er flüchtet, lockt Foster mittels eines Tricks in den Keller, schlägt ihn dort nieder und beginnt wie bei Dr. Drury, eine Bluttransfusion durchzuführen. Die Polizei ist jedoch in der Lage, die Kellertür aufzubrechen, bevor die Bluttransfusion abgeschlossen ist. Mit dabei ist auch Dr. Drurys Schäferhund, der zuvor Drurys Tod miterlebte. Er stürmt auf Griffin zu und fügt ihm tödliche Bissverletzungen zu, während Mark Foster knapp überlebt.

## Kritiken
„Glanzlose, langatmige Neuauflage der bekannten Mischung aus Horror- und Kriminalfilm, an der allenfalls noch einige tricktechnische Kabinettstücke auffallen.“

## Deutsche Veröffentlichung
Der Film wurde nicht in deutschsprachigen Kinos gezeigt. Obwohl der Film im deutschen Sprachraum mehrmals im Fernsehen gezeigt wurde – zuerst am 14. August 1986 im WDR – war er lange Zeit nicht als DVD erhältlich. Am 16. Oktober 2015 veröffentlichte das Label Turbine Classics eine Gesamtbox aller „Der Unsichtbare“-Filme auf DVD und Blu-ray Disc.

## Hintergrund
Wie zuvor bei den Filmen der Unsichtbarer-Reihe war auch hier der dreifache Oscar-Preisträger John P. Fulton mit seinem Mitarbeiter David S. Horsley für die Spezialeffekte zuständig. Einen Meilenstein der Tricktechnik stellt die Szene dar, als Griffin beim Essen flüchtet. Zum ersten Mal wurde eine Szene gedreht, bei der ein „Unsichtbarer“ vor einer sich bewegenden Kamera agiert.
Der Unsichtbare nimmt Rache gilt als eher unterdurchschnittlicher Beitrag der Unsichtbarer-Reihe. Trotz der überzeugenden Spezialeffekte wurde dies zurückgeführt auf eine mangelnde Ausarbeitung der Motivation der Charaktere sowie ein Drehbuch mit gelegentlichen logischen Brüchen.
Der Nachname des Hauptcharakters Robert Griffin nimmt Bezug auf Jack Griffin (Der Unsichtbare) und Dr. Frank Griffin (Der Unsichtbare kehrt zurück). Auf eventuelle Verwandtschaftsverhältnisse wird aber nicht eingegangen.
Für die Rolle des Jasper Herrick war ursprünglich Edgar Barrier vorgesehen. Barrier, der unzufrieden mit seiner Entwicklung bei Universal war, gab vier Tage vor Drehbeginn seine Absage bekannt. Er wurde kurzfristig durch Lester Matthews ersetzt.

## Synchronisation
| Rolle                 | Darsteller          | Synchronsprecher                 |
| --------------------- | ------------------- | -------------------------------- |
| Robert Griffin        | Jon Hall            | Klaus Kindler                    |
| Herbert Higgins       | Leon Errol          | Wolf Rahtjen                     |
| Dr. Peter Drury       | John Carradine      | Jürgen Thormann                  |
| Mark Foster           | Alan Curtis         | Michael Brennicke                |
| Julie Herrick         | Evelyn Ankers       | Madeleine Stolze                 |
| Lady Irene Herrick    | Gale Sondergaard    | Karin Eickelbaum                 |
| Sir Jasper Herrick    | Lester Matthews     | Klaus Guth                       |
| Sir Frederick Travers | Leyland Hodgson     | Thomas Reiner                    |
| Police Sergeant       | Billy Bevan         | Mogens von Gadow                 |
| Tom Meadows           | Arthur Gould-Porter | Jochen Striebeck/Manfred Erdmann |
| Ladenbesitzer         | Cyril Delevanti     | Manfred Lichtenfeld              |
| Wirt Bill             | Jimmy Aubrey        | Bruno W. Pantel                  |
| Alf                   | Skelton Knaggs      | Fred Klaus                       |

Die Synchronisation wurde 1986 von der Bavaria Synchron Film GmbH in München durchgeführt, wobei Günther Sauer die Synchronregie und Wolfgang Schnitzler Dialogbuch führte.